# Гудаутский муниципалитет
Гудаутский муниципалитет (груз. გუდაუთის მუნიციპალიტეტი; абх. Гәдоуҭа амуниципалитет, до 2006 года — Гудаутский район) — административная единица в Грузии, формально входит в Абхазскую Автономную Республику. Административный центр — город Гудаута.
Фактически муниципалитет располагается на территории Гудаутского района частично признанной Республики Абхазия.

## Население
После войны в Абхазии 1992—1993 годов перепись населения в Гудаутском муниципалитете правительством Грузии не проводилась ввиду фактического занятия территории Республикой Абхазией — частично признанным государством.